# Eleazar Gómez
Jose Eleazar Gómez Sanchez, mehiški igralec, * 29. maj 1986, Ciudad de México.

## Filmografija

### Telenovele
- Miss XV (2012)
- Cuando me enamoro (2010–2011) kot Anibal Cuevas
- Atrevete a Soñar (2009) kot Mateo
- Las Tontas No Van al Cielo (2008) kot Charly
- Lola...Érase una vez (2007)
- Rebelde (2004) kot Leonardo Francisco Blanco(2005)
- Inocente de Ti (2004) kot Victor
- Asi Son Ellas (2002) kot Arturo Calderon Corso
- Clase 406 (2002) kot Bryon Rios
- Mi pequena Traviesa (1998)
- Azul (1996) kot Lupito
- Luz Clarita (1996) kot El Chanclas

### Filmi
- La Ultima Batalla(1993) kot Mon
- Se Equivoco la Cigüeña kot Pedrito
- "Pecados De Una Profesora"(2008) kot Aaron